# Somerville Ecovillage
Pour les articles homonymes, voir Somerville.
Somerville Ecovillage est un écovillage australien situé dans l'état d'Australie-Occidentale à l'est de la ville de Perth.

## Historique
Deux familles, Paul & Robyn Antonelli et Jamie & Serina Ablett, ont démarré le projet en 2000 en fondant une communauté qui s'est donné pour but de créer un écovillage modèle. Ayant passé en revue près de 16 sites aux alentours de Perth pendant plus de neuf mois, la communauté a finalement acheté, en 2002, une propriété de 162 hectares à Chidlow pour la somme de 1,1 million de dollars. Le financement a été rassemblé en six mois et provient des revenus de l'ensemble des membres de la communauté, ainsi il n'y a pas eu besoin d'apport extérieur.

## Description
La propriété consiste en un terrain légèrement pentu, orienté vers le Nord, et est constitué à 70 % de végétation naturelle et à 30 % de terre défrichée. Un ruisseau d'hiver et un petit barrage assurent l'approvisionnement en eau de la propriété. La communauté envisage de diviser les terres en 104 lots dont les tailles iraient de 400 à 2 000 m2.
La conception du village en lui-même est basée sur les principes de la permaculture et du Patern Language. L'implication de la communauté est une des clefs de la réussite du projet qui vise la construction d'un « village où s'épanouira une communauté dans laquelle tous les besoins des habitants seront comblés, en accord avec une éthique écologique conforme au développement durable ». En vue de rechercher des solutions pour répondre aux problèmes sociaux, écologiques et économiques, Paul et Robyn Antonelli se sont lancés en 2005 dans un voyage de près de six mois afin de visiter 25 communautés intentionnelles dans 13 pays différents. C'est ainsi que la Sociocratie est maintenant expérimentée comme une forme de gouvernement possible de la communauté.